# Centromerus cornupalpis
Centromerus cornupalpis là một loài nhện trong họ Linyphiidae.
Loài này thuộc chi Centromerus. Centromerus cornupalpis được Octavius Pickard-Cambridge miêu tả năm 1875.